# 岸直弥
岸 直弥（きし なおや、1986年10月15日 - ）は、日本のラグビー選手。

## プロフィール
- 埼玉県毛呂山町出身。
- ポジションはプロップ(PR)、フッカー(HO)。
- 身長 171cm、体重 92kg
- ニックネームはQ太郎[1]、キシ、きっしゃん、きゃしー、番長。
- 埼玉オールスターズに選ばれたことがある[2]。

## 略歴
ラグビーを始めたきっかけはラグビーのドキュメンタリー番組を観て感動したことから
2005年、川越東高校卒業後、東海大学に入学する。
2008年、東海大学体育会ラグビーフットボール部の主将に就任した。
2009年、東海大学卒業後、ヤマハ発動機ジュビロに加入。
2010年10月2日に行われたジャパンラグビートップリーグ第4節のトヨタ自動車ヴェルブリッツ戦に途中出場で公式戦初出場を果たす。
2017年、ヤマハ発動機ジュビロを退団した。